# Остапюк Борис Ярославович
Борис Ярославович Остапюк (нар. 31 березня 1961, с. Слобода, Коломийський район, Івано-Франківська область, Українська РСР, СРСР) — український залізничник. З 1 квітня 2014 року — генеральний директор «Укрзалізниці», відсторонений.

## Освіта
У 1987 році закінчив Дніпропетровський інститут інженерів залізничного транспорту за спеціальністю «Вагонобудування та вагонне господарство».
У 2001 році закінчив Дніпропетровський державний технічний університет залізничного транспорту за спеціальністю «Рухомий склад та спеціальна техніка залізничного транспорту».
У 2003 році закінчив Інститут післядипломної освіти Дніпропетровського національного університету залізничного транспорту ім. академіка В. Лазаряна за спеціальністю «Менеджмент організації».

## Трудова діяльність
Трудову діяльність розпочав у 1987 році з посади бригадира підприємства магістрального залізничного транспорту цеху 1-го комплексу вагонного депо Львів Львівської залізниці.
2000–2002 — перший заступник директора, директор державного підприємства матеріально-технічного забезпечення залізничного транспорту України «Укрзалізничпостач».
2002–2005 — перший заступник начальника головного пасажирського управління Укрзалізниці, начальник головного управління матеріально-технічного забезпечення Укрзалізниці.
2005–2010 — заступник генерального директора Укрзалізниці.
Січень — травень 2010 — начальник Донецької залізниці.

## Нагороди та звання
Має нагороди та почесні звання: знак «Почесному залізничнику» (1999), знак «Почесний працівник транспорту України» (2001), срібну медаль «10 років незалежності України» (2001), міжнародну нагороду «Золотий Меркурій» (2001), Почесний диплом ОСЗ (2006), знак «Залізнична Слава» III ступеня (2006). 